# Mahindra XUV 700
Mahindra XUV 700 (модельный код - W601) — кроссовер, выпускаемый с 2021 года индийской компанией Mahindra & Mahindra.

## История
Представлена в августе 2021 года, предполагалось, что это будет второе поколение модели XUV 500, но производитель представил её как отдельную модель — в основе лежит новая платформа, модель немного больше по длине и колёсной базе.
Оснащается на выбор либо бензиновой «турбочетверкой» mStallion 2.0 мощностью 200 л. с., либо турбодизелем mHawk 2.2 в двух вариантах мощности — 155 или 185 л. с.. Бензиновый турбомотор и старший дизель сочетаются с шестиступенчатыми «механикой» или «автоматом», базовый турбодизель работает в паре только с 6-ступенчатой «механикой». Привод — передний или полный.
Стоимость модели на рынке Индии от 1 199 000 до 1 499 000 рупий, при этом новая модель стоит дешевле предыдущей XUV 500 стоимость которой начиналась от 1 422 850 рупий, и хотя дороже основного конкурента — Hyundai Creta стоимость которого начинается от 1 016 000 рупий, но даже в «топе» дешевле его производимого в Индии удлинённого варианта Hyundai Alcazar, считающегося «премиумом» с ценой от 1 630 300 рупий.
Продажи были начаты в сентябре 2021 года, на модель поступило более чем 70 000 бронирований, в первый месяц было продано 1370 единиц, в октябре с объемом продаж 3407 единиц кроссовер с большим отрывом стал лидером сегмента, но в условиях глобального дефицита запчастей компания затрудняется удовлетворить спрос, и даже спустя год  некоторые комплектации требуют периода ожидания до 21 месяца.
В 2022 году модель получила премию «Индийский автомобиль года 2022» став первой в Индии собственно индийской моделью, а не собираемой или выпускаемой по лицензии зарубежной, получившей эту премию за всё время существования премии с 2006 года.